# کورسمندرهای هندی
کورسمندرهای هندی (نام علمی: Chikilidae) نام یک تیره از راسته سمندرهای کرمی است.